# Chamonix Tribute Cars
A Chamonix Tribute Cars, anteriormente Chamonix NG Cars ou Chamonix Indústria e Comércio, é uma fabricante brasileira de automóveis.

## História

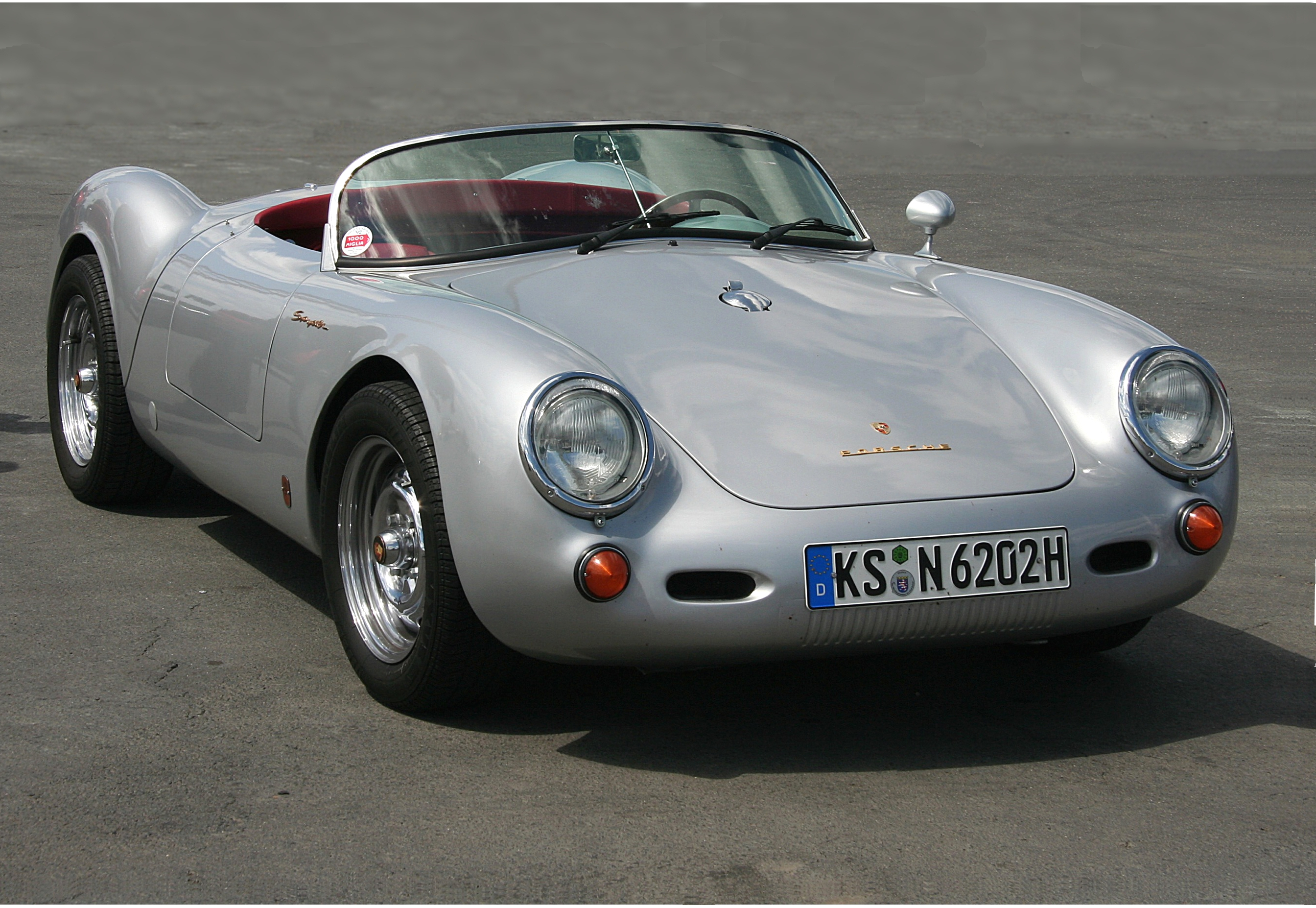
Porsche 550 Spyder fabricada pela Chamonix.

Milton Masteguin e seu filho Newton Masteguin fundaram a empresa Chamonix Indústria e Comércio Ltda. em Jarinu, em 1985. Inicialmente, lidavam com fibra de vidro. Em 1987, entraram em contato com o americano Chuck Beck, começaram então a produção de automóveis. Uma segunda fonte afirma 1985 como o ano de fundação e 1987 como o primeiro ano de produção. Na década de 1990, as revistas Auto Motor und Sport e Road & Track diziam que a Chamonix produzia as melhores réplicas do mundo. Muitos veículos foram exportados para os EUA e o Japão, alguns também para a Alemanha. A empresa também criou protótipos.
A empresa também colaborou com a Autolatina e esteve envolvida no desenvolvimento do Lobini.
Em setembro de 2010, a crise econômica nos dois principais mercados de vendas, EUA e Japão, levou à suspensão da produção.
Desde julho de 2011, a produção é realizada somente por encomenda do cliente.
Desde 2019 a Athos Cars Automóveis Especiais produz os veículos em Campinas.

## Modelos

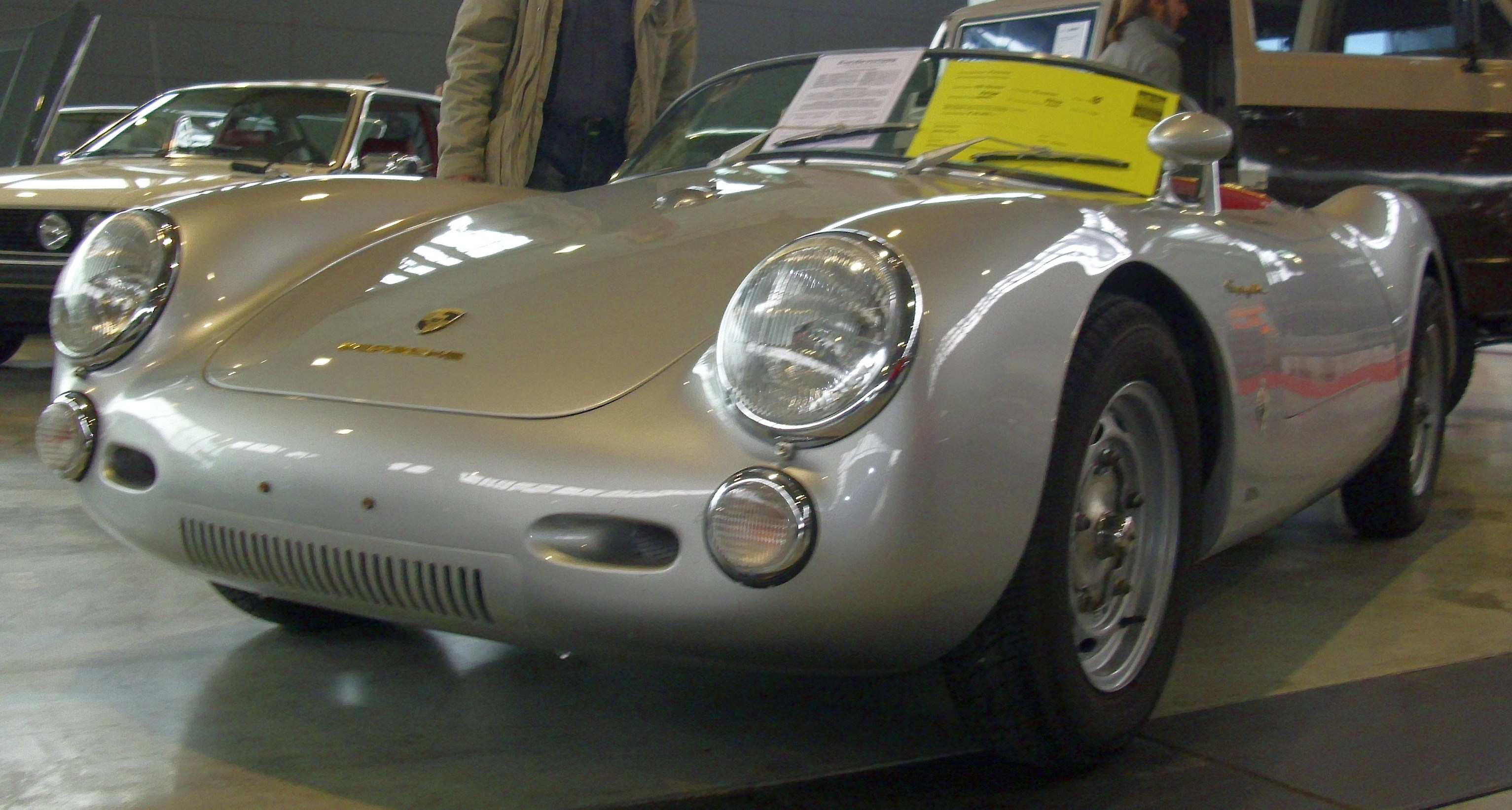
Chamonix 550.

O primeiro modelo era uma réplica do Porsche 550 projetado por Chuck Beck em 1987. A base era uma estrutura tubular. Uma carroceria aberta feita de fibra de vidro foi montada na parte superior. O motor boxer de quatro cilindros refrigerado a ar veio do Fusca e foi montado em um projeto de motor central atrás dos assentos. Na forma sintonizada, produzia 54 hp com 1600 cilindrada. A caixa de câmbio tinha quatro marchas. Posteriormente, a potência do motor foi aumentada para 65 hp. A partir de 2001, um motor boxer maior com 1900 cc de cilindrada, carburadores duplos e 115 hp também estava disponível.

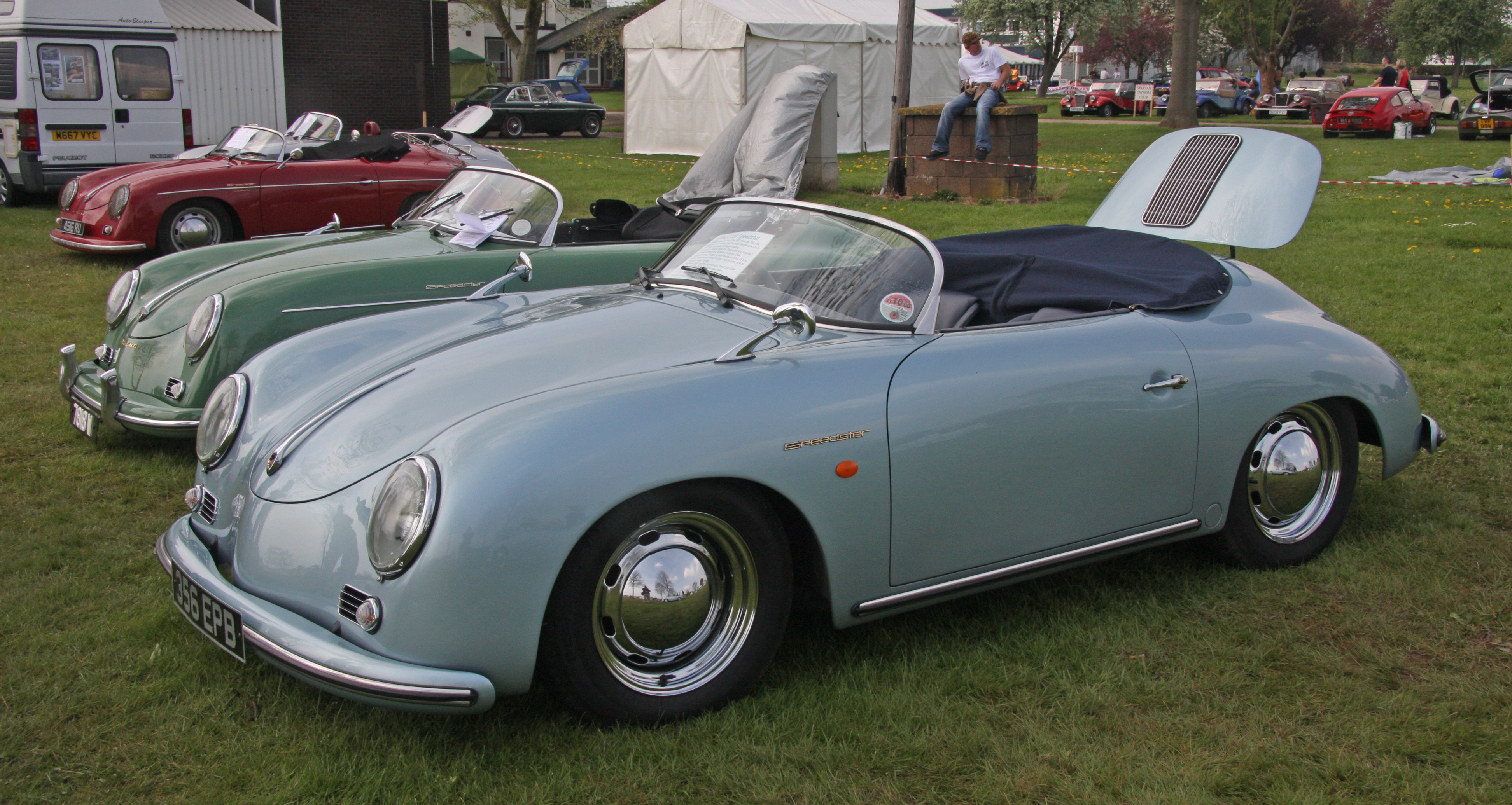
Chamonix Speedster.

Em 1988, o Super 90 Cabriolet, uma réplica do Porsche 356 como conversível, foi adicionado. Os moldes para esse modelo foram retirados da CBP, que já os havia retirado da Envemo. Esse modelo também tinha uma estrutura tubular, carroceria de fibra de vidro e os motores VW. No entanto, o motor era montado na traseira.
[Em 1993, o Speedster foi introduzido sob licença da Beck Engineering. Tecnicamente, ele era igual ao Super 90 Cabriolet.
Em 1995, uma variante do Spyder 550 com um motor mais potente apareceu na forma do Spyder 550 S. O motor refrigerado a água do VW Santana com deslocamento de 2.000 cm³ produzia 92 kW (125 hp) com injeção no coletor de admissão. A caixa de câmbio tinha cinco marchas. O peso em ordem de marcha foi declarado em 680 kg e a velocidade máxima em 230 km/h. A partir de 2007, um motor do Gol com deslocamento de 1.800 cm³ e saída de 76 kW (103 hp) alimentou os veículos.
Em 1999, foi preparada uma versão de corrida do Speedster.
Em 2016, a linha consistia no Spyder S, no Speedster 356 e no Roadster 356.

## Importações
A Gehrke Classic Cars importou os veículos para a Alemanha. Outra fonte fornece uma conexão com Albert von Oberhausen.

## Produção
Mais de 1.500 veículos foram fábricados durante todo o período de produção.